# Tito Bassetti
Tito Bassetti (Trento, 7 febbraio 1794 – Lasino, 6 marzo 1869) è stato un letterato e patriota italiano.

## Biografia
Nato da nobile famiglia trentina, Tito Bassetti compì gli studi superiori a Trento, iniziando ben presto a viaggiare per l'Italia "tutto pieno di idee di romanità e di italianità [...] avvicinandosi a tutto quanto era coltura, indole, arte ed educazione del popolo italiano". Recatosi a Firenze, Bassetti si legò qui a personaggi illustri quali il Tommaseo, il marchese Cosimo Ridolfi, Giovanni Battista Niccolini e Giovan Pietro Vieusseux. 
Rientrato a Trento, Bassetti sposò la nobile veneta Caterina Revedin e assunse ben presto un ruolo di primo piano all'interno dello scenario cittadino: tra i fondatori della Società Agricola Trentina, fu chiamato a far parte del consiglio e poi della giunta comunale, curando nel frattempo (in accordo col Comitato di Emigrazione Trentina di Milano)la propaganda nazionale in Trentino; proprio a causa del suo impegno su questo fronte, nonché degli stretti contatti che aveva con i patrioti più in vista della città al caffè Luterotti, Tito finì con l'essere incluso nella lista dei sospettati e in seguito, nel 1860, arrestato nella sua villa di Lasino.
Il 26 giugno 1860 Bassetti fu, assieme ad altri sette compagni, espulso dal Trentino e destinato a Iungbuzlau, in Boemia, dove ebbe modo di continuare a maturare le proprie idee, fino al giugno dell'anno successivo, quando il Municipio di Trento ottenne dal ministro Schmerling il suo rimpatrio. Nel 1868 Bassetti ebbe l'onore di essere ricevuto dal re Vittorio Emanuele II, poco prima di morire, nel marzo del 1869.

## Opere (incompleto)
- Agli italiani fratelli - Versi di un relegato, Milano 1861 (pubblicati in forma anonima)
- Memoria sul Trentino e sul Tirolo, 1868 circa.